# Biuletyn Związku Polaków w Niemczech
Biuletyn Związku Polaków w Niemczech – organ Związku Polaków w Niemczech ukazujący się w Niemczech od 1 lipca 1924. Ostatni numer ukazał się 1 marca 1925.
Od 1 kwietnia 1925 ukazywał się jako „Polak w Niemczech”.
Pismo ukazywało się co miesiąc i było przekazywane bezpłatnie członkom Związku Polaków w Niemczech.